# George Bellamy
George Bellamy (Bristol, 10 de julho de 1866 – Londres, 26 de dezembro de 1944) foi um diretor e ator britânico da era do cinema mudo. Como ator, ele atuou em 70 filmes entre 1911 e 1933. Também dirigiu dois filmes em 1917.

## Filmografia selecionada
- The Prisoner of Zenda (1915)
- The Answer (1916)
- Auld Lang Syne (1917)
- The Tiger Woman (1917 - dirigiu)
- The Princess of New York (1921)
- The Old Country (1921)
- The Four Just Men (1921)
- Not for Sale (1924)
- The Mating of Marcus (1926)
- The Valley of Ghosts (1928)
- Houp La! (1928)